# Francuski jedwab (film)
Francuski jedwab (ang. French Silk) – amerykański film telewizyjny z 1994 roku. Adaptacja powieści Sandry Brown o tym samym tytule.

## Główne role[1]
- Susan Lucci - Claire Laurent
- Lee Horsley - detektyw Roger Cassidy
- Shari Belafonte - Martine
- R. Lee Ermey - Chief Crowder
- Sarah Marshall - Mary Catherine Laurent
- Bobby Hosea - Devaux
- Jim Metzler - kongresman Alister Petrie
- Joe Warfield - Andre Phillippe
- Paul Rosenberg - Leon (fotograf)
- Taylor Simpson - Ariel Bird
- Monique Viator - Belle Petrie
- Victoria Edwards - Katie
- Tanya Teague - Amy Petrie
- Michael Bergeron - Jackson Bird
- Michael Arata - Jackson Bird, Jr.